# Emil Utitz
Emil Utitz, né le 27 mai 1883 à Rostoky et mort le 2 novembre 1956 à Iéna, est un philosophe, psychologue et théoricien de l'art de langue allemande. Fils d'un maroquinier juif, il commence et finit ses études à Prague. Disciple de Franz Brentano, il est l'étudiant d'Anton Marty et Christian von Ehrenfels. Il crée et préside le Cercle philosophique de Prague.
Il est déporté le 30 juillet 1942 à Theresienstadt où, compte tenu de son statut de Prominent, il exerce la fonction de directeur de la bibliothèque. Après la guerre, en 1947, il publie à Prague Psychologie zivota Terezinskem koncentracznim tabore (Psychologie de la vie dans le camp de concentration de Theresienstadt).